# Talkeetna
Talkeetna (K'dalkitnu) è un CDP degli Stati Uniti d'America, situato nello Stato dell'Alaska e in particolare nel Borough di Matanuska-Susitna.

## Curiosità
- La località è nota per aver avuto come sindaco onorario un gatto, chiamato Stubbs, dal 1997 fino alla sua morte, avvenuta nel 2017. Nello stesso anno , il figlio di Stubbs, Denali diventa primo cittadino e lo è tuttora.